# Мартирос Крымеци
Марти́рос Кры́мский, также Марти́рос Ка́фский (арм. Մարտիրոս Ղրիմեցի или Մարտիրոս Կաֆաեցի; дата рожд. незив. — 1683) — армянский поэт, историк, крупный церковно-политический деятель XVII века. В разные годы был Армянским патриархом Константинополя, главой Крымской эпархии и Армянским патриархом Иерусалима. Автор многочисленных стихотворений богословского, историко-политического, сатирического и лирического характера.

## Биография
Родился в Кафе, в семье Григора и Хатун, в первой четверти XVII века (согласно разным источникам ок. 1605 или ок. 1620 года). Начальное обучение прошёл сначала в местном монастыре Сурб Ншан, потом в Тохате (вероятно у Степаноса Тохатци). Переехал в Иерусалим и продолжил обучение в монастыре Св. Иакова, у Аствацатура Таронеци. Последний впоследствии стал Армянским патриархом Иерусалима и рукоположил Мартироса в безбрачные священники. В 1659—1660 годах был архиепископом Константинополя, с 1661 года — глава Крымской епархии ААЦ. В 1673 году во время путешествия в Иерусалим долгое время проводит в Болгарии, написав за это время несколько поэм и памятных записок, описывающих военные кампании Мехмеда IV и положение болгарских городов. С 1667 года — армянский патриарх Иерусалима. Умер в 1683 году в Египте, во время путешествия из Константинополя в Иерусалим.

Сыграл решающую роль в противостоянии Константинопольского патриарха Егиазара Айнтапеци и Католикоса всех армян Акопа Джугаеци 1664—1680 годов. Айнтапеци, намереваясь выйти из подчинения первопрестольного Эчмиадзина и создать антикатоликосат для армян Османской империи, получил значительную поддержку среди народа и духовенства. Против него выступили оставшиеся верными св. Эчмиадзину и католикосу Акопу Джугаеци священники, которых де-факто возглавлял Мартирос. Во многом благодаря именно его действиям удалось пресечь попытку раскола в армянской церкви. Споры утихли после смерти Джугаеци в 1680 году, которого на посту Католикоса всех армян сменил Айнтапеци.
Помимо церковной и литературной деятельности был известен как покровитель книжников. Некоторое время был учителем Еремии Челеби Кеомурчяна[страница не указана 1217 дней].

## Сочинения
Был одним из самых плодотворных поэтов своего времени. В своих произведениях пытался образно описать общественную жизнь, социальное положение и нравы своего времени. Его перу принадлежат исторические поэмы «Порядок и даты армянских царей» (арм. «Կարգ եւ թիւ թագաւորաց ազգիս Հայոց») и «История Крымской земли» (арм. «Պատմութիւն Ղրիմայ յերկրի»). В последней содержатся ценные исторические сведения: в стихотворной форме Мартирос рассказывает историю Крыма и крымских армян, их социальное положение в XVII веке, описывает вторжение в Крым татар, доводя повествование до 1672 года. Часто пользуется библейскими мотивами. В поэме «Плач пророка Иеремии» (арм. «Ողբ Երեմիա մարգարէին») в духе традиций национальной литературы обрабатывает известный библейский текст «Плач Иеремии» по поводу пленения евреев и разрушения Иерусалима. В этом произведении заметно влияние творчества Нерсеса Шнорали. Как Шнорали, персонифицируя Эдессу, скорбел по поводу падения прежних столиц Армении, так и Крымеци, говоря о судьбе «Вдовы-Иерусалима», имел в виду тяжёлое положение армян в XVII веке, а мучительным шествием евреев по дорогам Сиона подразумевал переселение армян шахом Аббасом I. Значительное место в творчестве Крымеци занимают юмор и сатира. Основными героями его сатирических стихов были церковно-политические деятели своего времени. Особенно примечательна сатирическая поэма «Иерей Симеон» (арм. «Տէր Սիմէոն»), в которой в лице простого иерея высмеивается тип людей, думающих прежде всего о своём чреве, равнодушных ко всему, кроме своего живота.